# الانتخابات الرئاسية في ألمانيا الغربية 1969
الانتخابات الرئاسية في ألمانيا الغربية 1969 هي الانتخابات الرئاسية الألمانية ‏ التي جرت في 1969، في ألمانيا، فاز بالانتخابات غوستاف هاينيمان.